# Abstraction géométrique

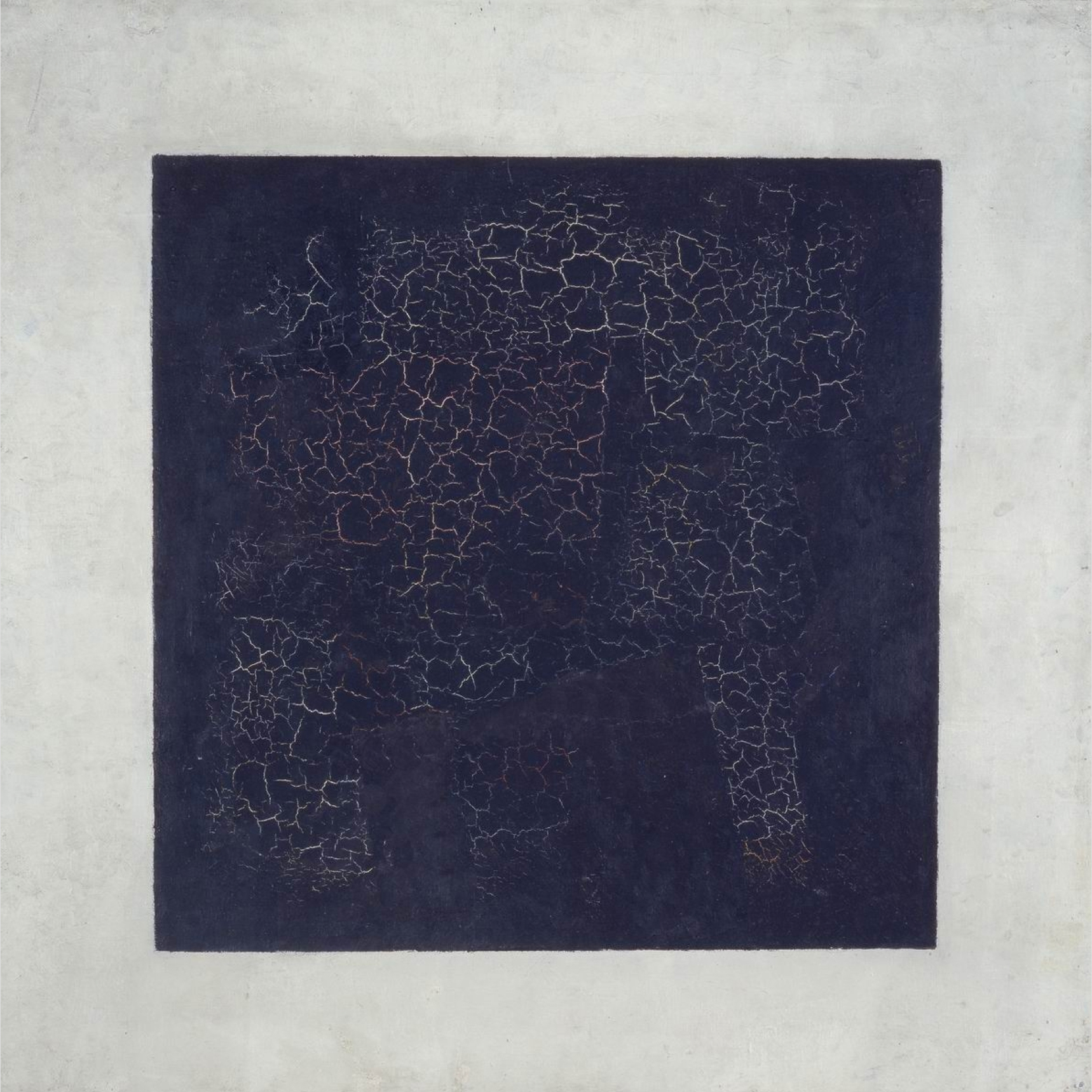
Kasimir Malevitch, Carré noir sur fond blanc, 1915, huile sur lin,, Galerie Tretiakov, Moscou.

L'abstraction géométrique est une forme d'art abstrait basée sur l'utilisation de formes géométriques parfois, mais pas toujours, placées dans un espace non illusionniste et combinées dans des compositions non objectives (non figuratives). Bien que le genre ait été popularisé par des artistes d'avant-garde au début du XXe siècle, des motifs similaires sont utilisés dans l'art depuis l'Antiquité.

## Histoire
L'abstraction géométrique est présente dans de nombreuses cultures à travers l'histoire, à la fois comme motifs décoratifs et comme pièces d'art elles-mêmes. L'art islamique, dans son interdiction de représenter des figures religieuses, est un excellent exemple de cet art à base de motifs géométriques, qui existait des siècles avant le mouvement en Europe et qui, à bien des égards, a influencé cette école occidentale. Alignés et souvent utilisés dans l'architecture des civilisations islamiques entre le VIIe siècle et le XXe siècle, les motifs géométriques ont été utilisés pour relier visuellement la spiritualité à la science et à l'art, deux éléments clés de la pensée islamique de l'époque.

## Analyse scientifique

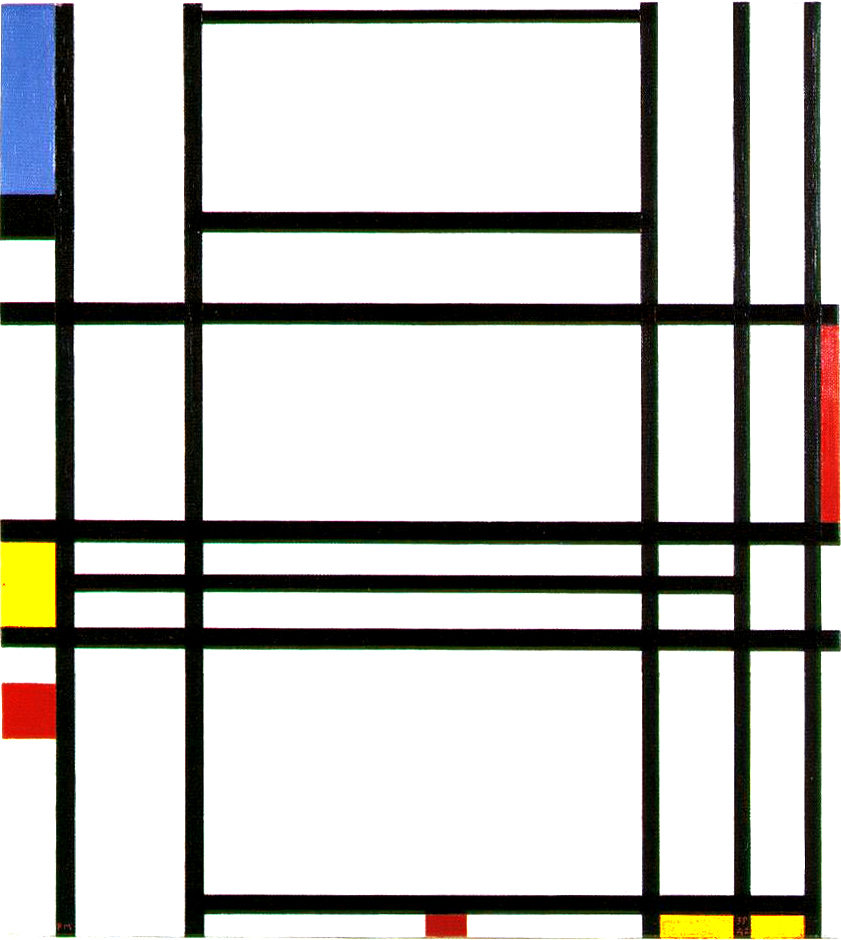
Piet Mondrian, Composition no 10, 1939-1942, huile sur toile.

Tout au long du discours sur l'histoire de l'art du XXe siècle, les critiques et les artistes travaillant dans le domaine de l'abstraction pure ou réductrice ont souvent suggéré que l'abstraction géométrique représente le summum d'une pratique artistique non objective, qui souligne ou attire nécessairement l'attention sur la plasticité fondamentale et la bidimensionnalité de la peinture en tant que moyen artistique. Ainsi, il a été suggéré que l'abstraction géométrique pourrait fonctionner comme une solution aux problèmes concernant la nécessité pour la peinture moderniste de rejeter les pratiques illusionnistes du passé tout en abordant la nature intrinsèquement bidimensionnelle du plan de l'image ainsi que de la toile qui lui sert de support. Vassily Kandinsky, l'un des précurseurs de la peinture non-objective pure, a été l'un des premiers artistes modernes à explorer cette approche géométrique dans ses œuvres abstraites. D'autres exemples de pionniers de l'abstraction, tels que Kasimir Malevitch et Piet Mondrian, ont également adopté cette approche de la peinture abstraite. Le tableau de Mondrian "Composition n° 10" (1939-1942) définit clairement son approche radicale mais classique de la construction de lignes horizontales et verticales, comme l'a écrit Mondrian, "construites avec conscience, mais pas avec calcul, menées par une haute intuition, et amenées à l'harmonie et au rythme.
De même qu'il existe des géométries bidimensionnelles et tridimensionnelles, la sculpture abstraite du XXe siècle n'a bien sûr pas été moins touchée que la peinture par les tendances géométrisantes. Georges Vantongerloo et Max Bill, par exemple, sont peut-être plus connus pour leurs sculptures géométriques, bien que tous deux aient également été peintres ; et en effet, les idéaux de l'abstraction géométrique trouvent une expression presque parfaite dans leurs titres (par exemple, "Construction dans la sphère" de Vantongerloo) et leurs déclarations (par exemple, la déclaration de Bill selon laquelle "je suis d'avis qu'il est possible de développer un art largement fondé sur la pensée mathématique"). La peinture abstraite expressionniste, telle que pratiquée par des artistes tels que Jackson Pollock, Franz Kline, Clyfford Still et Wols, représente l'opposé de l'abstraction géométrique.

## Relation avec la musique
L'art abstrait a aussi été historiquement comparé à la musique dans sa capacité à transmettre des sentiments et des idées émotionnels ou expressifs sans se fier ou se référer à des formes objectives reconnaissables existant déjà dans la réalité. Vassily Kandinsky a longuement discuté de ce lien entre la musique et la peinture, ainsi que de la façon dont la pratique de la composition classique avait influencé son travail, dans son essai fondamental intitulé Concerning the Spiritual in Art.

## Artistes représentatifs
Des artistes qui ont beaucoup travaillé dans l'abstraction géométrique sont:
- Nadir Afonso
- Josef Albers
- Richard Anuszkiewicz
- Mino Argento[4]
- Hans Arp
- Rudolf Bauer
- Willi Baumeister
- Karl Benjamin
- Max Bill
- Ilya Bolotowsky
- Patrick Henry Bruce
- Kenneth Wayne Bushnell
- Norman Carlberg
- Ilya Chashnik
- Joseph Csaky
- Nassos Daphnis
- Ronald Davis
- Robert Delaunay
- Sonia Delaunay
- Tony DeLap
- Jean Dewasne
- Burgoyne Diller
- David Diao
- Ding Yi
- Theo van Doesburg
- Thomas Downing
- Lorser Feitelson
- María Freire
- Günter Fruhtrunk
- Albert Gleizes
- Hildegard Joos
- Frederick Hammersley
- Erwin Hauer
- Mary Henry
- Gottfried Honegger
- Bryce Hudson
- Al Held
- Auguste Herbin
- Carmen Herrera
- Hans Hofmann
- Budd Hopkins
- Wassily Kandinsky
- Ellsworth Kelly
- Hilma af Klint
- Ivan Kliun
- František Kupka
- Pat Lipsky
- El Lissitzky
- Michael Loew
- Peter Lowe
- Kazimir Malevitch
- Agnes Martin
- Kenneth Martin
- John McLaughlin
- Peter Hugo McClure
- Yves Millecamps
- László Moholy-Nagy
- Vera Molnár
- Piet Mondrian
- François Morellet
- Aurélie Nemours
- Barnett Newman
- Kenneth Noland
- Alejandro Otero
- Rinaldo Paluzzi
- I. Rice Pereira
- Francis Picabia
- Edgard Pillet
- Ad Reinhardt
- Jack Reilly
- Bridget Riley
- Ivo Ringe
- Alexandre Rodtchenko
- Morgan Russell
- Sean Scully
- Victor Servranckx
- Leon Polk Smith
- Henryk Stażewski
- Jeffrey Steele
- Frank Stella
- Adam Szentpétery
- Sophie Taeuber-Arp
- Leo Valledor
- Georges Vantongerloo
- Victor Vasarely
- Friedrich Vordemberge-Gildewart
- Charmion von Wiegand
- Zanis Waldheims
- Gordon Walters
- Neil Williams
- Stanton Macdonald-Wright
- Larry Zox